# Мухаммад Касим-мирза
Мухаммад Касим-мирза (1422 — после 1447 года) — царевич из рода Тимуридов, внук Шахруха и правнук Тамерлана.

## Биография
Второй из четырёх сыновей Мухаммада Джуки-мирзы, пятого и младшего сына Шахруха. В 1445 году после смерти отца получил Балх, Кундуз, Шибарган и Баглан. Он правил этими земля два года, пока в 1447 году его младший брат Абу Бакр-мирза после смерти деда Шахруха не захватил его земли.
Разбитый в междоусобице с братом, он бежал; дальнейшая его судьба неизвестна.